# LOWA

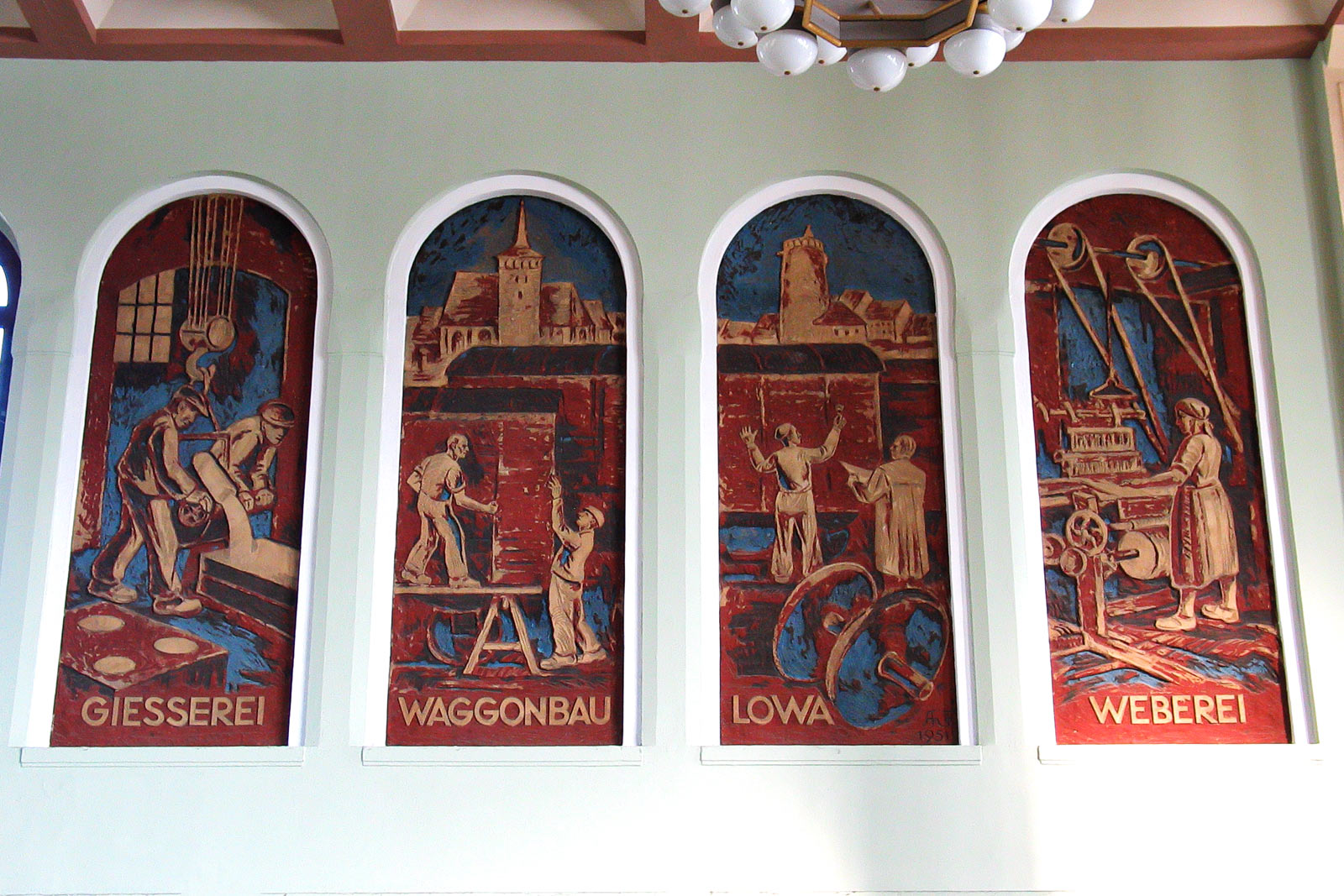
„LOWA Vagongyár” egy 1945-ös seccón Bautzen állomáson

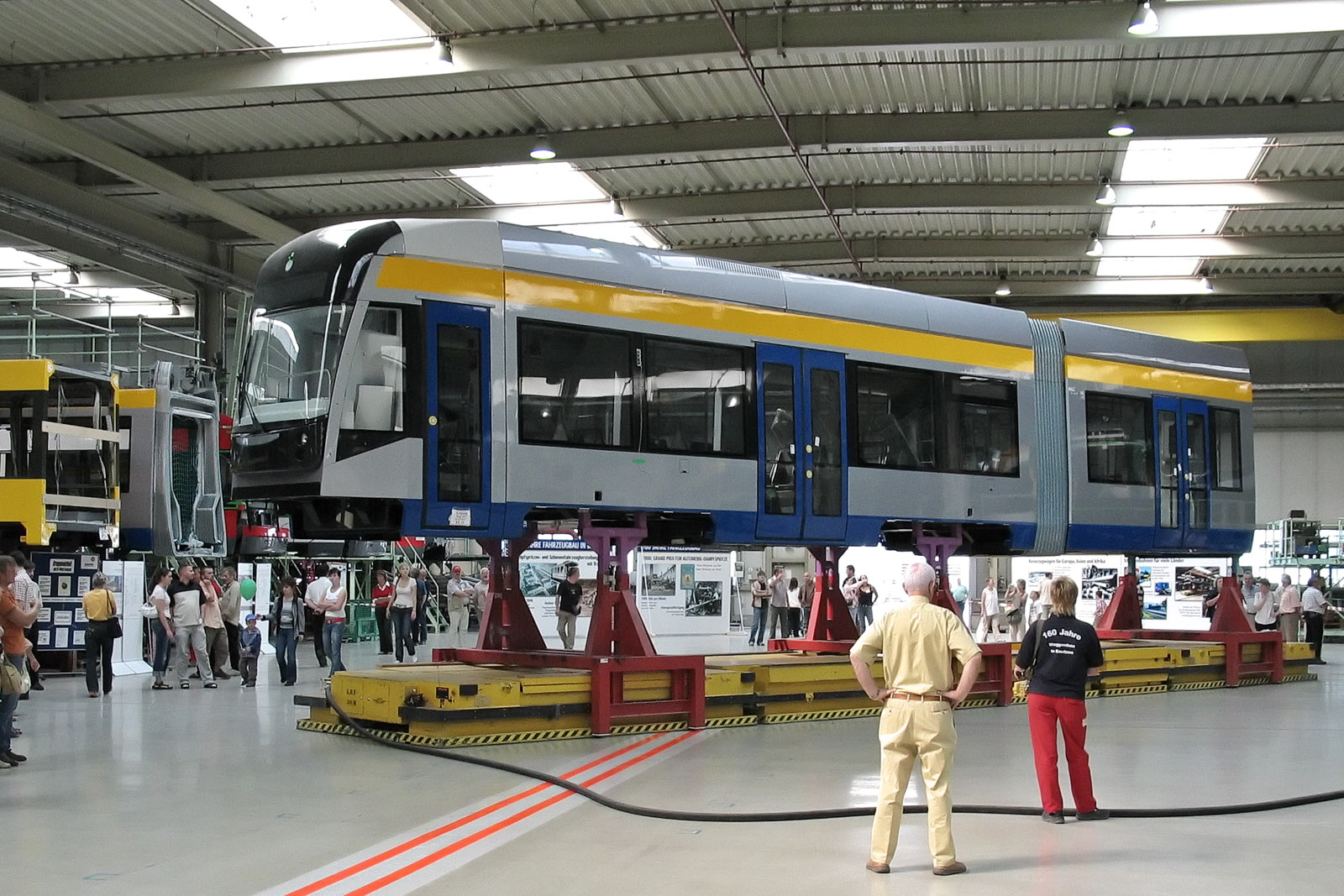
„A nyitott kapuk napja” a Bautzeni Vagongyár fennállásának 160 éves évfordulóján

A LOWA rövidítéssel az NDK Vereinigung volkseigener Betriebe (VVB) des Lokomotiv- und Waggonbaus = Egyesült Népi Tulajdonú Üzemek Mozdony- és Vagongyárát jelölték.
1954-ben alapították VVB Schienenfahrzeugbau = Egyesült Népi Tulajdonú Üzemek Vasúti jármű-gyára néven és az NDK összes mozdony- és vagongyárát átfogta, többek közt:
- VEB Lokomotivbau „Karl Marx“ (LKM) = „Karl Marx Mozdonygyár NV. Babelsberg, egykori Orenstein & Koppel
- VEB Lokomotivbau Elektrotechnische Werke = Elektrotechnikai Művek Mozdonygyára NV. Hennigsdorf
- VEB Waggonbau Ammendorf = Ammendorfi Vagongyár NV.; egykori Gottfried Lindner AG
- VEB Waggonbau Bautzen = Bautzeni Vagongyár NV.; 1998 óta Bombardier Transportation
- VEB Waggonbau Dessau = Dessaui Vagongyár NV.; melynek épületében ma a Fa. Fahrzeugtechnik Dessau = Dessaui Járműtechnikai Vállalat dolgozik
- VEB Waggonbau Görlitz = Görlitzi Vagongyár NV.; egykori Waggon- und Maschinenbau (WUMAG) = Vagon- és Gépgyár, '97 óta Bombardier Transportation
- VEB Waggonbau Gotha = Gothai Vagongyár NV.; egykori Fritz Bothmann
- VEB Waggonbau Niesky = Niesky-i Vagongyár NV.; 1998 és 2005 közt Bombardier Transportation, 2005 óta Waggonbau Niesky GmbH (WBN) = Niesky-i Vagongyár Kft.
- VEB Waggonbau Werdau = Werdaui Vagongyár NV.; egykori Linke-Hofmann-Busch gyárai
- VEB Federnwerk Zittau = Zittaui Rugógyár NV.

## Krupp
A Krupp mozdony- és vagongyárát Essenben a Helenenstraßén is „LOWA”-val rövidítették